# Chalarothyrsus
Chalarothyrsus là chi thực vật có hoa trong họ Acanthaceae.